# Humprecht Johann Czernin von Chudenitz

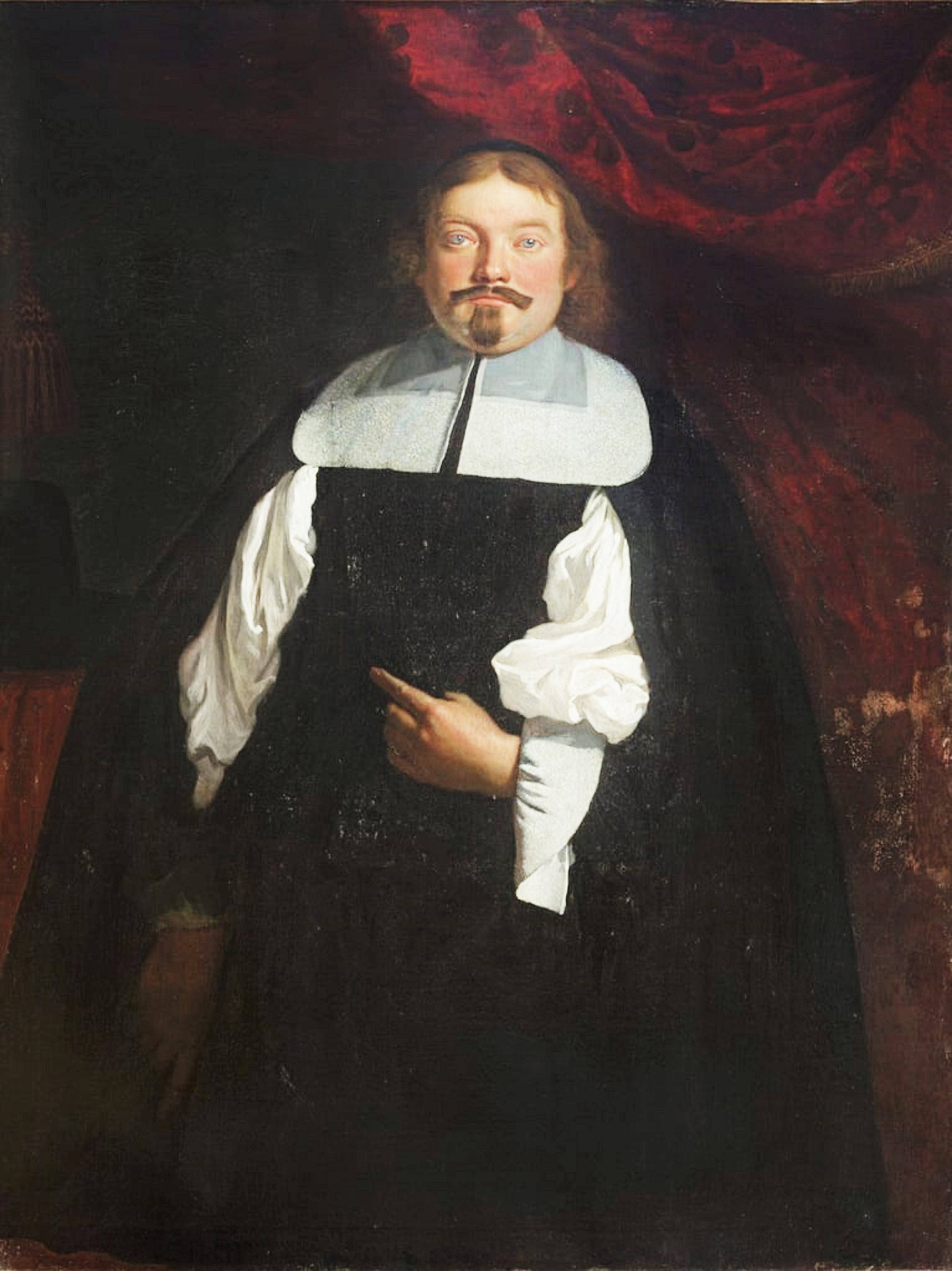
Humprecht Johann Czernin von Chudenitz

Humprecht Johann Graf Czernin von Chudenitz (* 14. Februar 1628 in Choustník; † 3. März 1682 in Prag) stammte aus dem Adelsgeschlecht Czernin von Chudenitz. Er war Diplomat im Dienste Kaiser Leopolds I. und ist auch als Kunstsammler und Bauherr hervorgetreten.

## Leben
Humprecht wurde auf dem mütterlichen Schloss im Dorf Choustník nahe Tábor geboren. Seine Eltern waren Johann Baptist Czernin von Chuderitz und Susanna geb. Homuth von Harasow. Er besuchte zunächst das Jesuitenkolleg in Prag und wurde dann auf die Grand Tour geschickt, um seine Ausbildung abzuschließen. Von 1645 bis 1648 bereiste er Italien, Frankreich und die Spanischen Niederlande. Er hielt sich unter anderem in Rom, Florenz, Brüssel und vielleicht in Paris auf. Nach Böhmen zurückgekehrt, fasste er den Plan, Kardinal zu werden. Eine zweite Italienreise zu diesem Zweck war allerdings erfolglos.
1650 vermittelte ihm sein Onkel Hermann einen Posten als Kammerherr am Hofe des Erzherzogs und späteren Kaisers Leopold I. Ein Jahr später erbte er von ebendiesem Onkel den Grafentitel und großen Grundbesitz in Böhmen. 1652 heiratete er die Italienerin Maria Diana Hippoliti da Gazoldo, eine Hofdame der Kaiserin Eleonora, die er am Wiener Hof kennengelernt hatte. Die Ehe, aus der zwei Söhne hervorgingen, scheiterte, das Paar trennte sich 14 Jahre später und wurde 1674 geschieden.
Leopold übertrug seinem Kammerherrn bald auch diplomatische Aufgaben. 1657–58 war Humprecht an Verhandlungen im Vorfeld von Leopolds Kaiserwahl beteiligt, und 1660–1663 bekleidete er das Amt eines Gesandten der Habsburger in Venedig. Er erwarb unter anderem den Titel eines königlichen Statthalters, eines kaiserlichen Geheimrates und den Orden vom Goldenen Vlies. Doch es gelang ihm nicht, sich nach seiner Rückkehr aus Italien dauerhaft am kaiserlichen Hof zu etablieren.
Humprecht machte sich unter Zeitgenossen einen Namen als Kunst- und Architekturkenner. Er wirkte als Bauherr auf seinem Besitz in Kosmonosy und Mělník, erbaute das Schloss Humprecht bei Sobotka als Jagd- und Lustschlösschen und begann 1669 mit dem Bau des Palais Czernin auf dem Hradschin. Der Palast ist eines der größten Barockgebäude Prags. Jedoch wurde der Bau zu Lebzeiten Graf Humprechts nicht fertiggestellt. Er sollte ursprünglich auch die Gemäldesammlung des Grafen beherbergen, die Humprecht in Venedig angelegt und seitdem kontinuierlich ausgebaut hatte. Die Sammlung umfasste bei Humprechts Tod etwa 750 Gemälde und war bis 1733 auf über 1100 Werke angewachsen. Humprechts Erben verkauften sie nach und nach und lösten sie um 1778 ganz auf. Von ihr ist ein illustriertes Inventar aus den Jahren 1668–1669 erhalten, das den Namen „Imagines galeriae“ trägt und etliche auch heute bereits verschollene Werke verzeichnet.

## Familie
Humprecht Czernin heiratete am 31. Mai 1652 in Wien die Hofdame Maria Diana Hippoliti da Gazoldo (* 2. September 1636 in Mantua; † 22. September 1687 ebenda). Aus der Ehe gingen mindestens sechs Kinder hervor, von denen zwei Söhne das Erwachsenenalter erreichten:
- Hermann Jakob (* 25. Juli 1659 in Wien; † 8. August 1710 in Prag); 1.⚭ 12. Januar 1687 Maria Josepha Slavata von Chlum und Koschumberg; 2.⚭ 6. Oktober 1709 Antonia Josepha Gräfin von Kuenburg
- Thomas Zacharias (* 23. August 1660 in Wien; † 14. Februar 1700); ⚭ Susanna Renata Reichsgräfin von Martinic